# Simone Gullì
Simone Gullì (Messina, 1585 – Messina, 1657) è stato un architetto italiano.

## Biografia
Nel 1622 presenta un progetto, che prevede la costruzione dello scenario portuale della città di Messina con la cosiddetta "Palazzata di Simone Gullì" o "Teatro marittimo", costituito da una cortina di tredici edifici, stilisticamente omogenei, collegati da porte monumentali a due ordini fiancheggiate da colonne sul classico modello degli archi trionfali romani. La Palazzata di Gullì è stata un edificio a quattro ordini caratterizzata nel primo ordine da 267 finestre, nel secondo e terzo ordine da 267 balconcini, nel quarto ordine da 267 piccole finestre rettangolari.
Al centro della Palazzata, di fronte all'attuale Municipio di Messina, sorgeva la Loggia dei Mercanti di Giacomo Del Duca.
Distrutta dal terremoto del 1783, la Palazzata sarebbe stata riedificata in forme neoclassiche su progetto di Giacomo Minutoli a partire dal 1803. Tuttavia nel 1908, quando fu anch'essa distrutta dal grande terremoto di quell'anno, non era ancora completa, a causa del declino economico della città.
A differenza della prima Palazzata, che ricalcava l'impianto difensivo e "chiuso" delle preesistenti mura di cinta marittime (con alte finestre anche al piano terreno), la seconda Palazzata presentava più numerosi passaggi (archi) e la gran parte delle aperture lungo il piano terreno del lato mare era costituita da negozi, botteghe e magazzini.

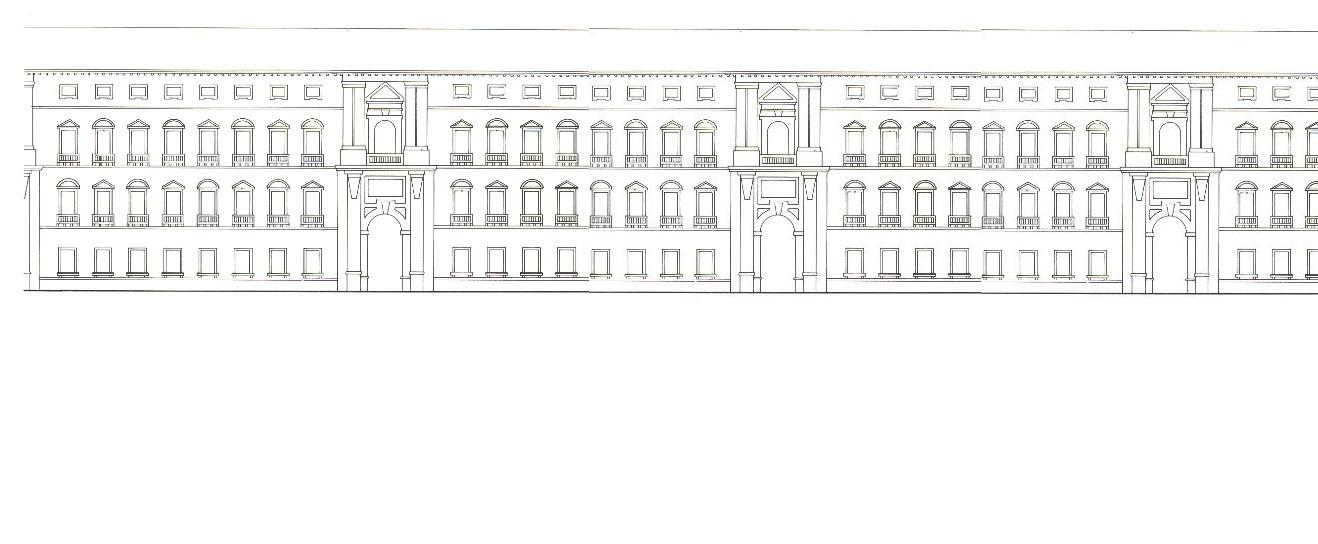
Disegno della Palazzata di Simone Gullì

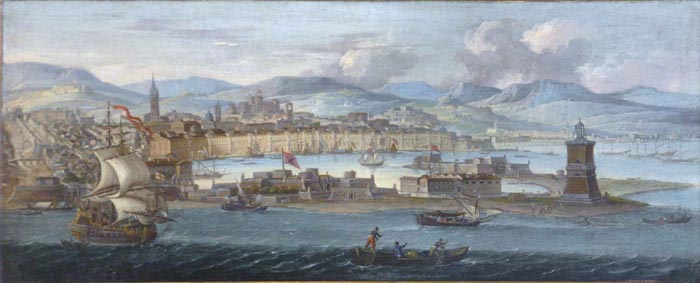
La Palazzata di Simone Gullì prima del Terremoto del 1783 in un dipinto dell'epoca

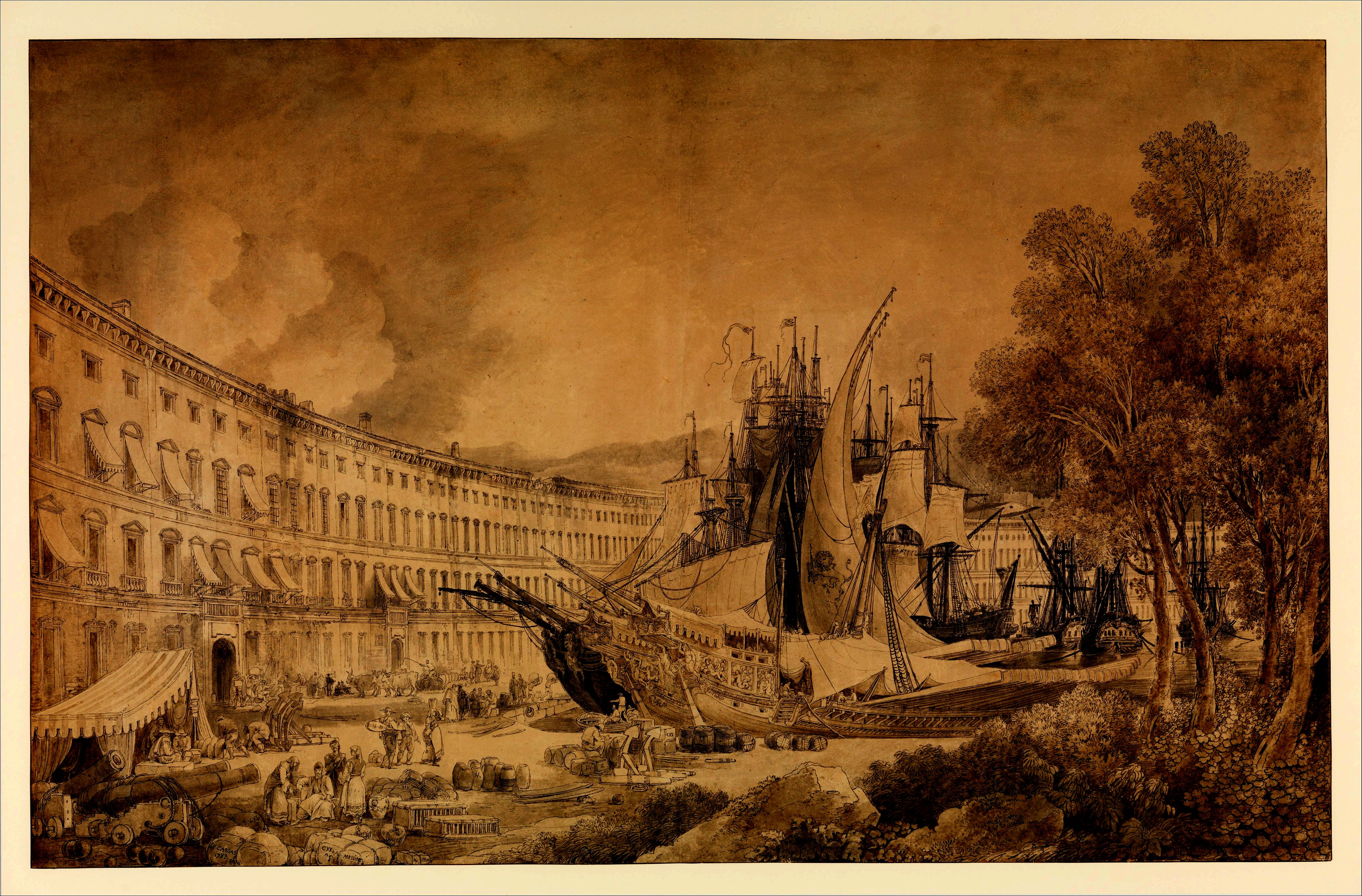
La Palazzata di Simone Gullì prima del Terremoto del 1783 in un dipinto di Louis François Cassas.

## Altre opere
- Chiesa di San Giuliano a Caltagirone nel 1627.
- Chiesa di Santa Maria della Grotta a Messina nel 1639.
- Cappella Grano o Oratorio della Pace a Messina nel 1640.
- XVII secolo, Baldacchino o machina votiva, ideazione e progettazione, lavori per la realizzazione del grande baldacchino,[2] attività proseguita dalla dinastia dei Maffei (Giovanni, Niccolò Francesco, Antonio), opera documentata e ripristinata nel presbiterio del basilica cattedrale metropolitana della Madonna della Lettera.